# Kornos
Kornos (gr. Kόρνος) – wieś w Republice Cypryjskiej, w dystrykcie Larnaka. W 2011 roku liczyła 2083 mieszkańców.